# Furacão Franklin (2023)
O furacão Franklin foi um furacão de longa duração, errático e poderoso que trouxe ventos com força de tempestade tropical para partes das Grandes Antilhas e Bermudas. A sétima tempestade nomeada, segundo furacão e primeiro grande furacão da temporada de furacões no Atlântico de 2023, Franklin impactou Hispaniola como uma tempestade tropical antes de se transformar em um furacão de categoria 4 de alta qualidade vários dias depois. Possuindo um grande campo de ventos, o furacão produziu ventos com força de tempestade tropical sobre as Bermudas. Tornou-se extratropical à medida que acelerava no Atlântico norte aberto.
Franklin trouxe fortes chuvas e ventos, causando danos a edifícios, casas e postes de luz. Duas mortes foram relatadas na República Dominicana, com mais uma pessoa também desaparecida. Pelo menos 350 pessoas ficaram deslocadas e mais de 500 casas e 2500 estradas foram afetadas ou danificadas. Várias comunidades na República Dominicana ficaram isoladas e quase 350.000 casas ficaram sem energia, e mais 1,6 milhões de casas ficaram sem água potável.

## História meteorológica
Em 17 de agosto, o NHC começou a monitorar um vale alongado de baixa pressão localizado bem a leste-sudeste das Pequenas Antilhas em busca da possibilidade de desenvolvimento lento. Uma área de baixa pressão formou-se em 19 de agosto a leste das Ilhas Barlavento e, em 20 de agosto, a perturbação se organizou na tempestade tropical Franklin. Nos dias seguintes, Franklin derivou através de correntes de direção fracas, enquanto lutava contra ventos moderados. Isso deu ao ciclone uma aparência desgrenhada com a maior parte da convecção a leste de seu centro e o NHC observou várias vezes que Franklin pode não ter tido um centro de circulação bem definido em 22 de agosto. No início de 23 de agosto, a tempestade começou a se mover para noroeste antes de virar para norte, tornando-se um pouco mais organizada, permitindo que se intensificasse. Franklin então atingiu a costa com ventos máximos sustentados de 80 km/h (50 mph) ao sul de Barahona, República Dominicana, pouco antes das 12h UTC em 23 de agosto.
O enfraquecimento ocorreu depois que Franklin atingiu a costa e emergiu no Oceano Atlântico às 21h. UTC como uma tempestade tropical mínima. Depois de se deslocar para leste e lutar com forte cisalhamento oeste e interação terrestre durante vários dias, Franklin entrou num ambiente mais favorável para o desenvolvimento em 25 de agosto e prontamente intensificou-se para um furacão de categoria 1 na manhã seguinte. Uma diminuição adicional no cisalhamento do vento, juntamente com menos ar seco, permitiu que Franklin começasse a se intensificar rapidamente à medida que se movia para noroeste, tornando-se o primeiro grande furacão da temporada às 09:00. UTC  Franklin então começou a se intensificar ainda mais rapidamente, tornando-se um furacão de categoria 4 pouco depois 2+1⁄2 horas depois. Franklin então virou para o norte e atingiu seu pico de intensidade logo depois, com ventos máximos sustentados de 240 km/h (150 mph) e uma pressão central estimada de 926 mbar (27.3 inHg) antes de iniciar um ciclo de substituição da parede do olho, fazendo com que ela comece a enfraquecer lentamente à medida que vira para nordeste. Essa tendência continuou depois que o ciclo foi concluído, à medida que o cisalhamento do vento norte da saída do furacão Idalia para o sudoeste aumentou sobre Franklin e por volta das 09:00 UTC em 30 de agosto, havia enfraquecido para força categoria 2. No dia seguinte, ao passar ao norte das Bermudas, o cisalhamento do vento sobre Franklin aumentou ainda mais, fazendo com que o olho da tempestade desaparecesse à medida que se tornava cada vez mais assimétrico e sua velocidade de avanço acelerasse.
Nesse mesmo dia, Franklin começou a perder suas características tropicais, e pelas 21h UTC em 1 de setembro tornou-se um ciclone extratropical com força de furacão. Pouco depois, o forte ciclone absorveu a tempestade tropical Jose, menor e mais fraca, que estava situada a seu leste, após uma breve interação Fujiwhara. Depois, o sistema acelerou em direção ao nordeste. Em 4 de setembro, localizava-se a norte dos Açores e, três dias depois, deslocou-se para sudeste, perto da costa noroeste de Espanha. À medida que o sistema se movia sobre águas mais quentes na altura, o NHC monitorizou mais uma vez o seu movimento; nenhum desenvolvimento tropical ou subtropical ocorreu.

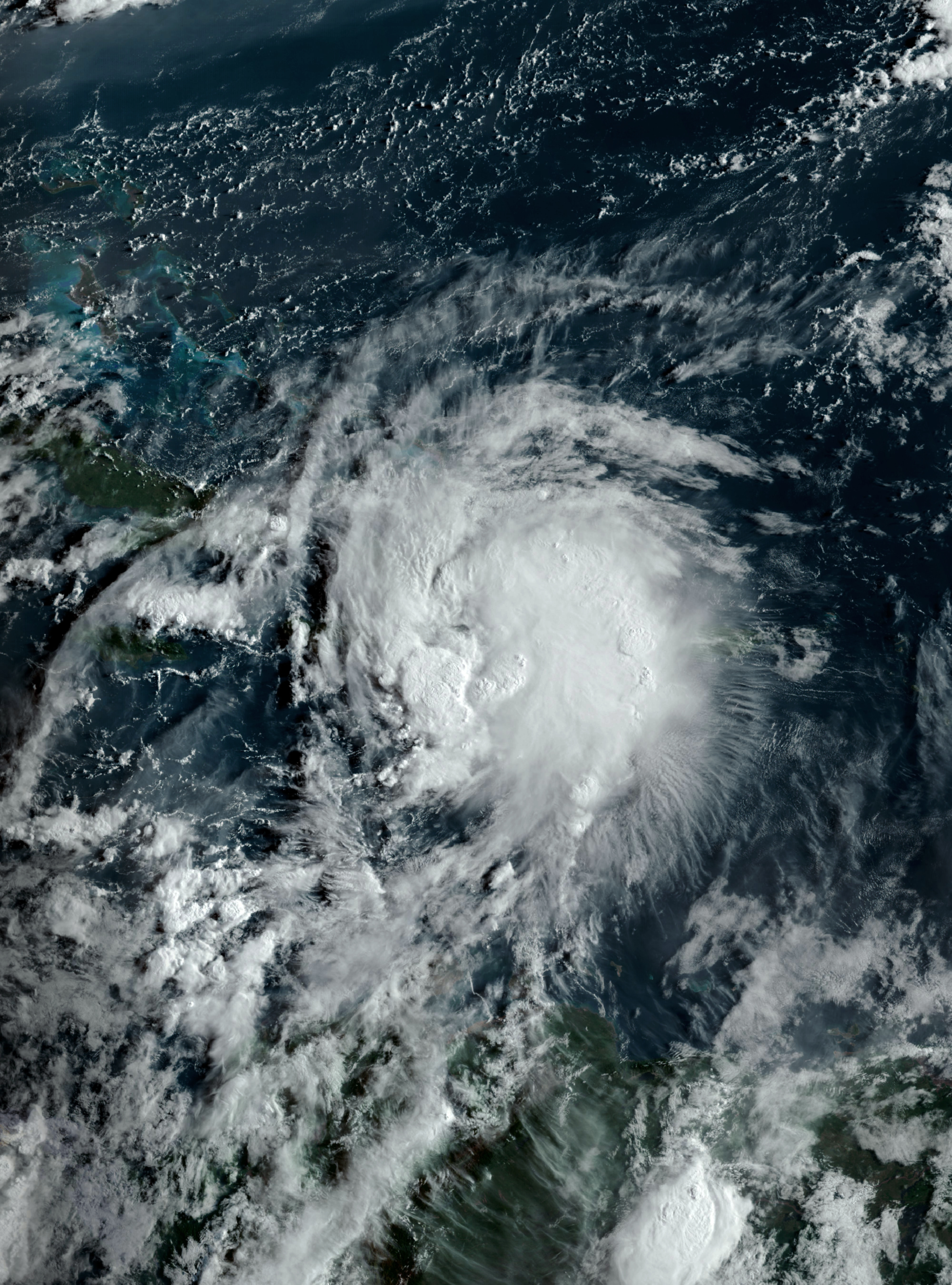
Franklin chegando à República Dominicana em agosto 23

Escolas, prédios governamentais e aeroportos foram fechados até 24 de agosto. Na República Dominicana, mais de 200 pessoas estavam em abrigos e 24 das 31 províncias do país estavam sob alerta vermelho. Cerca de 3.300 residentes em áreas baixas foram evacuados para locais mais elevados antes da tempestade. Outras 352 pessoas estavam em abrigos do governo.
Franklin trouxe fortes chuvas e ventos, causando danos a edifícios e casas, deixando inúmeras comunidades isoladas. Quase 350 mil casas ficaram sem energia e 1,6 milhão de casas ficaram sem água potável. Cerca de 830.000 usuários de aquedutos foram afetados depois que cerca de 120 aquedutos foram colocados fora de serviço. Santo Domingo registrou 330,7 mm de chuva de Franklin. Duas pessoas, incluindo um adolescente, morreram. Um menino de 15 anos morreu após cair no Rio Nigua, enquanto outro homem foi morto em San Cristóbal ao tentar cruzar um barranco. Outro homem continua desaparecido após cair em um barranco em Santo Domingo Oeste. O governo informou que os danos causados pela tempestade totalizaram RD$ 5.100 milhões (US$ 90 milhão).

### Haiti
A agência de proteção civil haitiana alertou os moradores sobre ventos fortes e chuvas esperadas quando a tempestade atingir o continente. O primeiro-ministro haitiano, Ariel Henry, pediu aos residentes que estocassem itens essenciais, como alimentos, água e medicamentos.

### Bermudas
Vários voos que partiam para as Bermudas foram cancelados. Franklin trouxe ventos com força de tempestade tropical para a costa norte da ilha em 30 de agosto, causando cortes de energia dispersos em 300 residências. Várias rotas de cruzeiros de barco que partiam para as Bermudas foram afetadas devido a Franklin.